# Vonda Shepard
Pour les articles homonymes, voir Shepard.
Vonda Shepard, née le 7 juillet 1963 à New York, est une chanteuse et musicienne pop américaine. Elle est surtout connue pour ses apparitions régulières dans la série télévisée Ally McBeal en tant que chanteuse jouant dans un bar de Boston fréquenté par les principaux personnages. Elle joue du piano, de la guitare et de la basse.

## Biographie
Vonda Shepard est née à New York, mais elle est très jeune lorsque sa famille déménage en Californie. Elle apprend tôt à jouer du piano. Elle se fait connaître pour la première fois, en 1987, en faisant un duo avec le chanteur Dan Hill sur la chanson Can't We Try?. En 1989, elle sort son premier album éponyme produit par le label Reprise Records. Après deux autres albums, elle signe un contrat avec David Edward Kelley pour apparaître dans la série télévisée Ally McBeal. Elle sort deux albums de musiques de la série et deux compilations.
Vonda Shepard est mariée avec le producteur de musique Mitchell Froom avec qui elle a eu un fils, né le 15 avril 2006.

## Albums
- Vonda Shepard (1989)
- The Radical Light (1992)
- It's Good Eve (1996)
- Songs From Ally McBeal (1998)
- By 7:30 (1999)
- Heart and Soul: New Songs From Ally McBeal (1999)
- Chinatown (2002)
- Live: A Retrospective (2005)
- From the sun (2008)
- From the Sun Tour: Live in San Javier (2010)
- Solo (2011)
- Rookie (2015)

## Compilations
- Ally McBeal: A Very Ally Christmas (2000)
- Ally McBeal: For Once in My Life Soundtrack (2001)